# Biserica de lemn din Urechești, Gorj

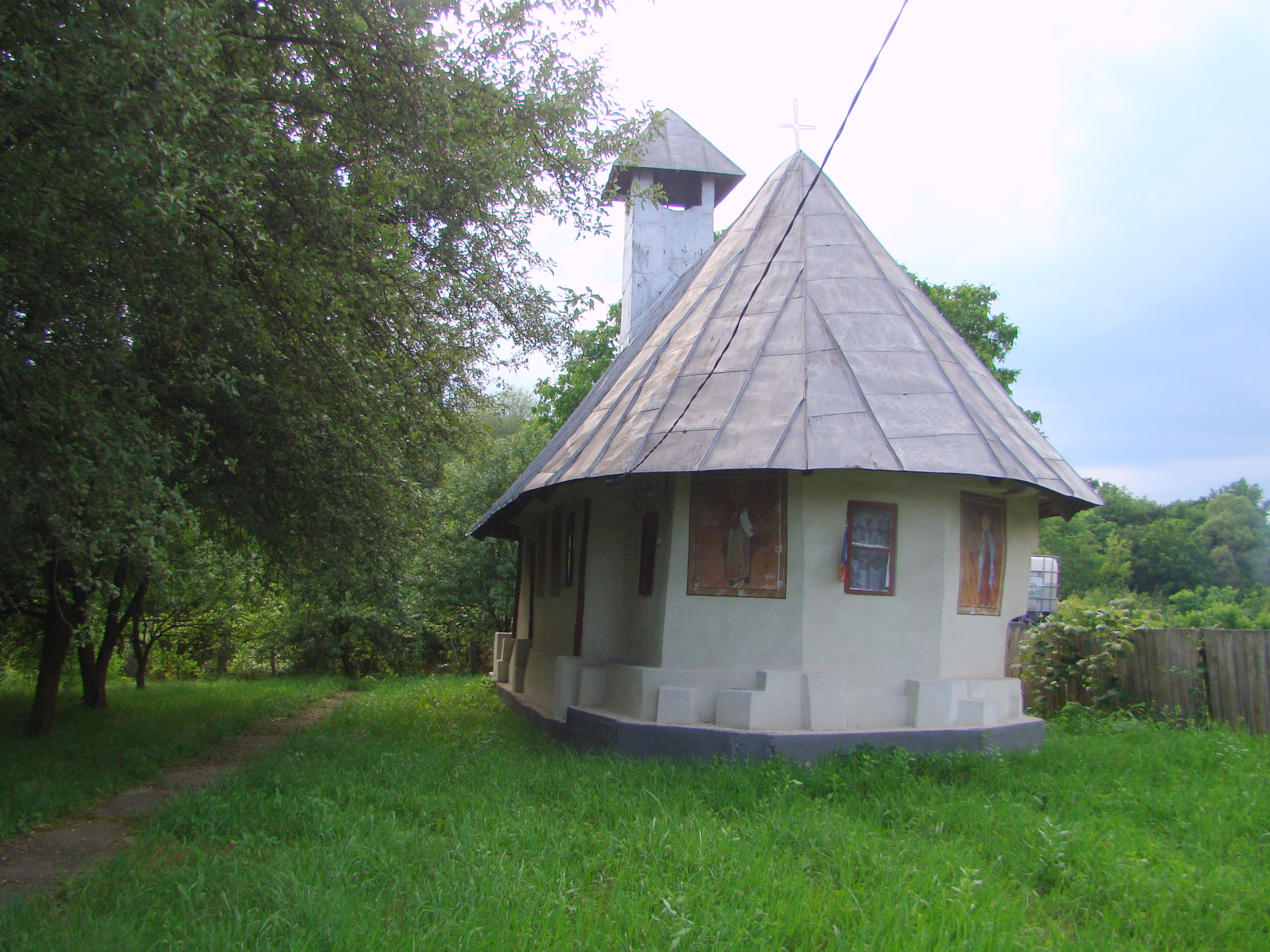
Biserica de lemn „Sfinții Voievozi” din Urechești, comuna Drăguțești, județul Gorj, foto: iunie 2018.

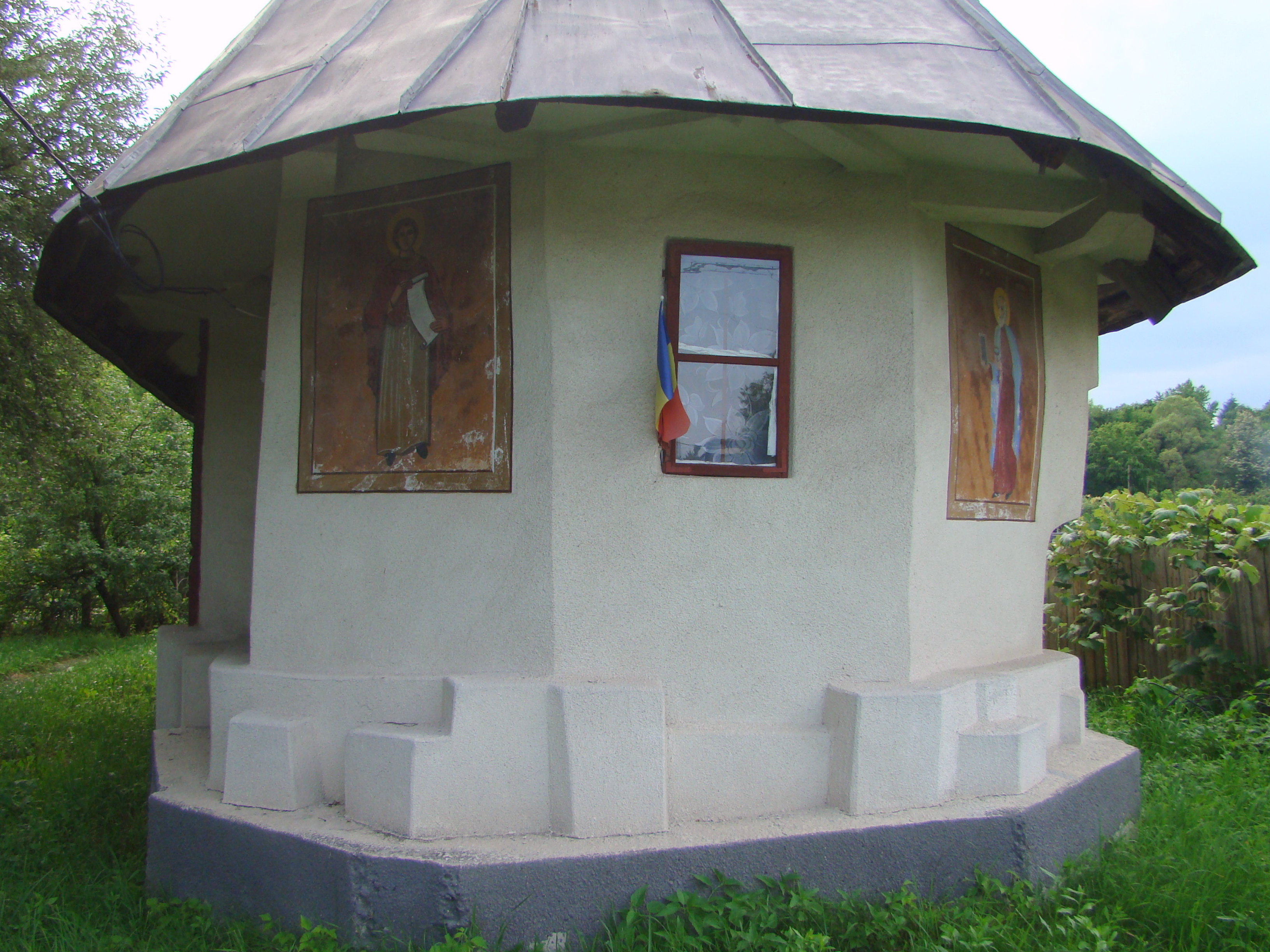
Absida altarului

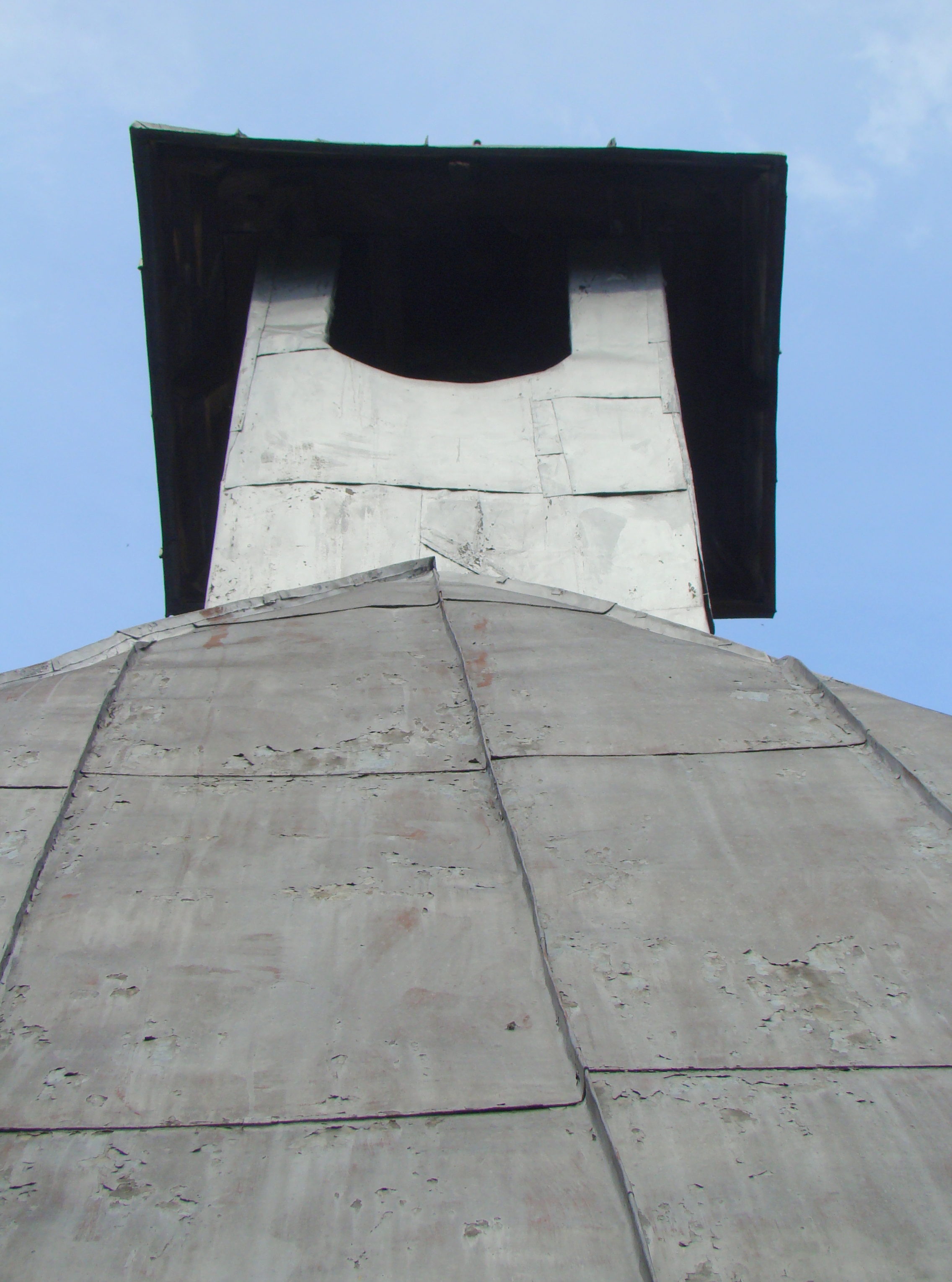
Turnul-clopotniță

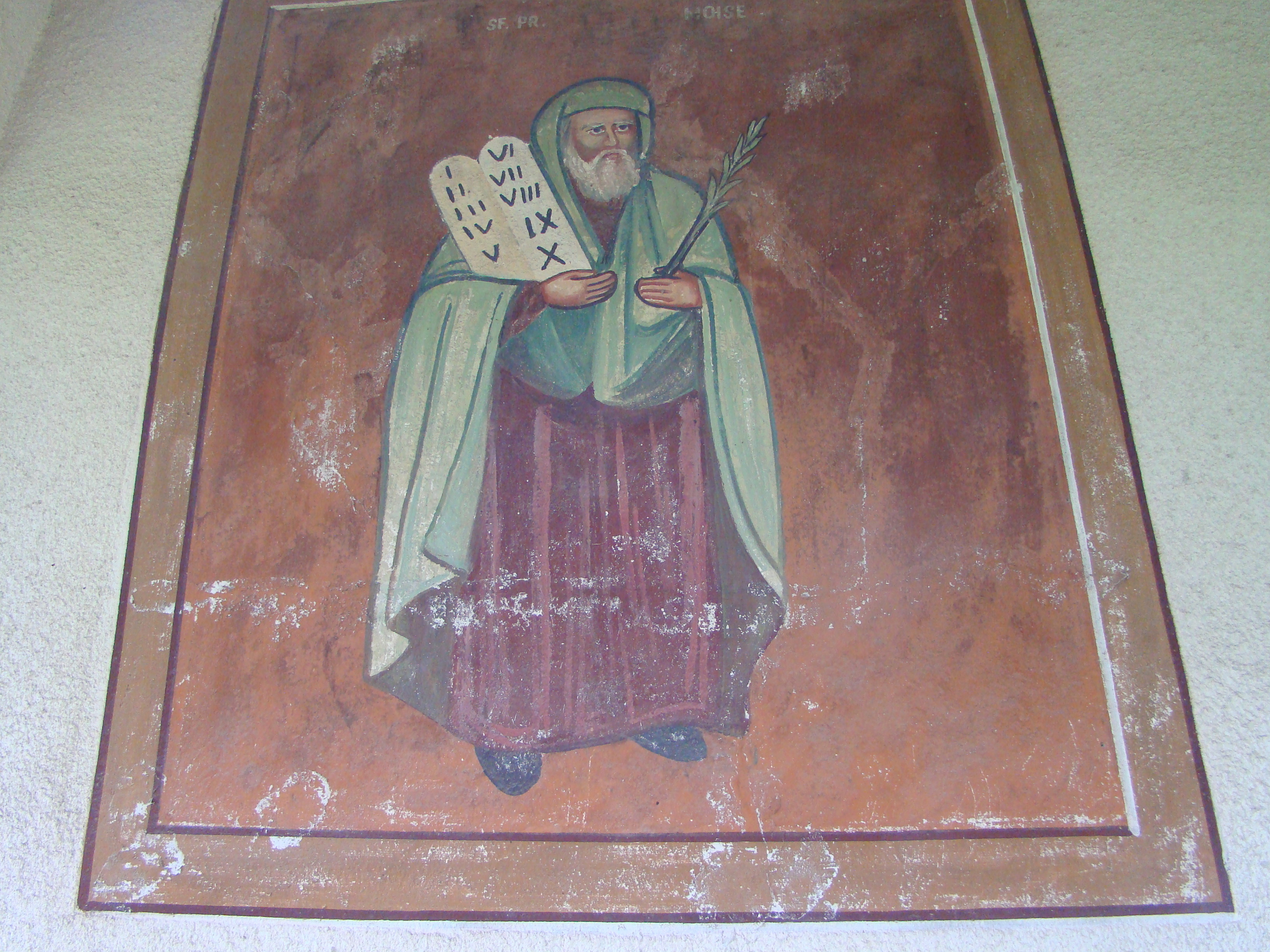
Proorocul Moise

Biserica de lemn din Urechești, comuna Drăguțești, județul Gorj are hramul „Sfinții Voievozi”. Anul construirii bisericii este, probabil, 1833, anul trecut în pisania exterioară, 1888, fiind cel al unei renovări.

## Istoric și trăsături
Biserica „Sfinții Voievozi” din satul Urechești a fost construită, probabil, în anul 1833. A fost renovată (conform pisaniei) în anul 1888, în timpul domniei regelui Carol I. În timpul renovării respective i s-a făcut soclul din piatră de râu și zidul de ciment alăturat. De altfel și lespedea prestolului poartă data de 1887, dar piciorul de piatră, cu o cruce săpată în el, este mai vechi. 
Planimetria bisericii: nava dreptunghiulară, cu o prispă pe latura de vest, care conservă elementele originare, iar absida altarului decroșată, poligonală, cu cinci laturi.  Altarul prezintă și o trăsătură rară: decroșul mai mic al bârnelor de la mijlocul pereților de nord și de sud, obținându-se la interior câte o nișă centrală pentru proscomidie și diaconicon. 
Biserica a fost tencuită în anul 1888, iar pictura murală a fost aplicată pe tencuială, atât la interior, cât și la exterior, fiind realizată de zugravul D.Clopotariu, menționat în pisanie.  Tot el a pictat frizele tâmplei și ușile împărătești. Icoanele împărătești au fost duse în biserica de zid, terminată în anul 1920, aflată peste drum și care păstrează hramul bisericii vechi. În colecția muzeală de la Mănăstirea Polovragi se află și icoane provenite dintr-o tâmplă mai veche de la Urechești: „Sfântul Matei”, cu chipul prins într-o arcadă trilobată, pe colonete și „Intrarea în biserică”, în amplu decor arhitectural, icoane realizate în anul 1830. 

## Galerie de imagini

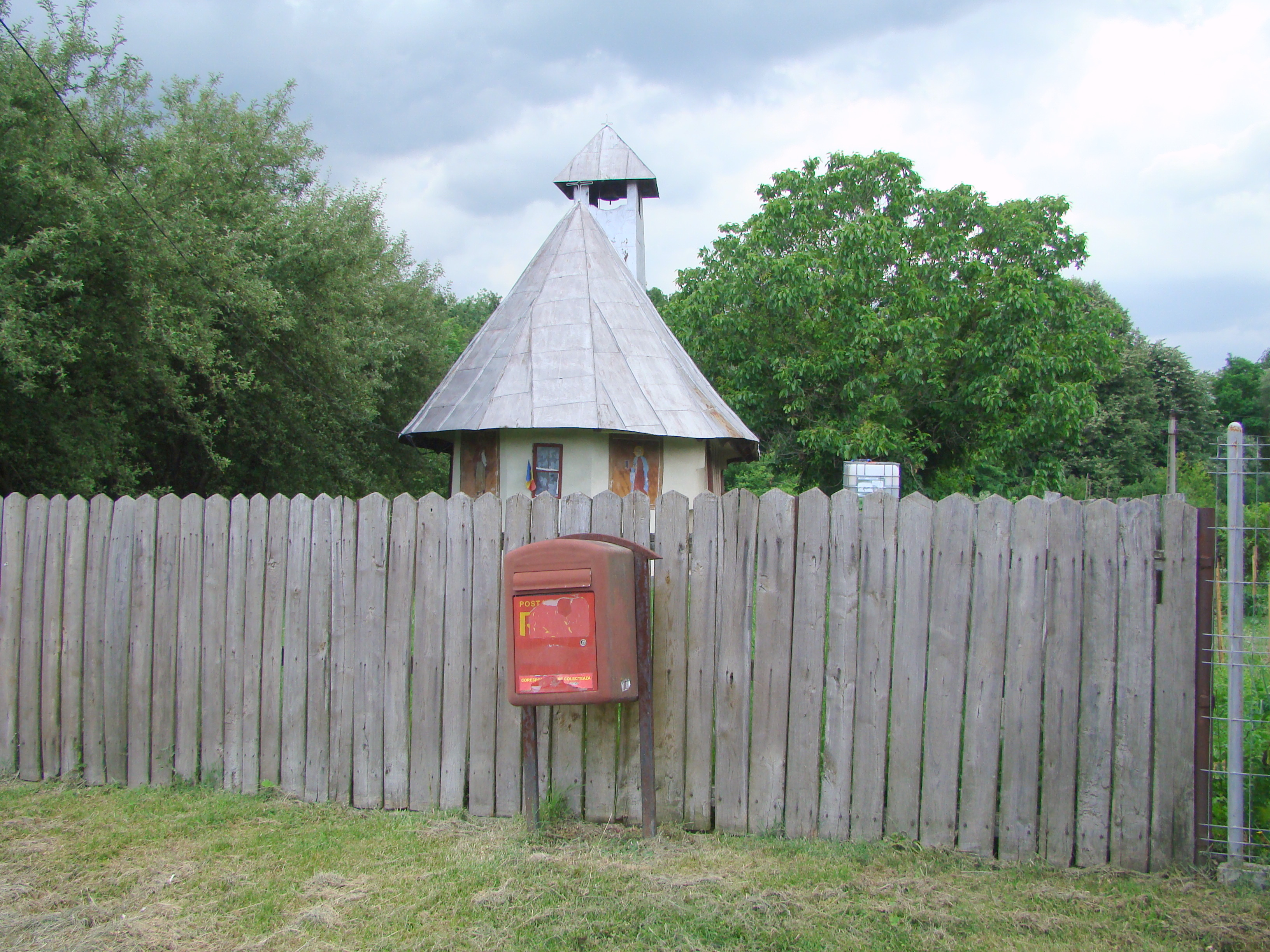
Biserica din depărtare
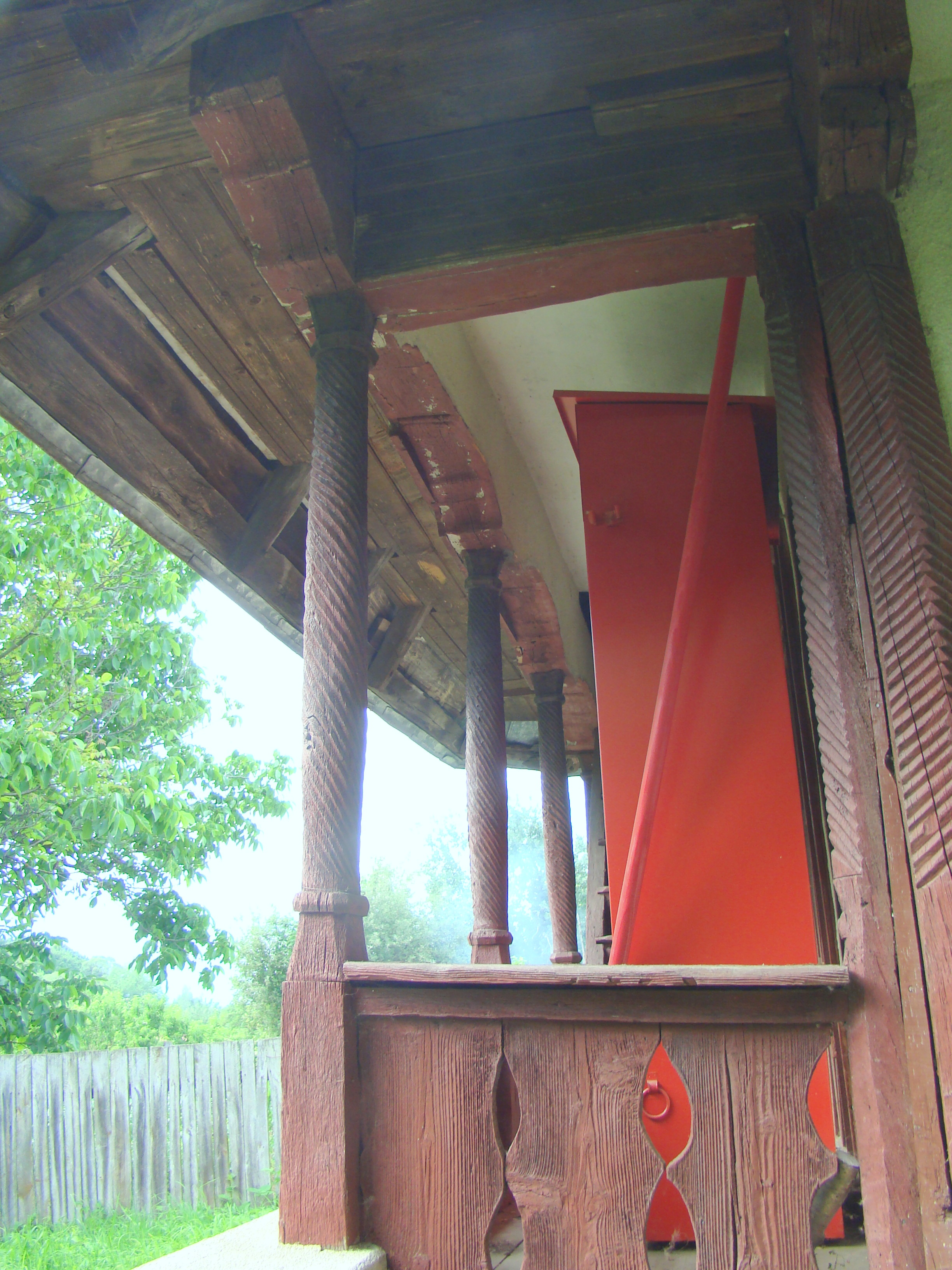
Prispa
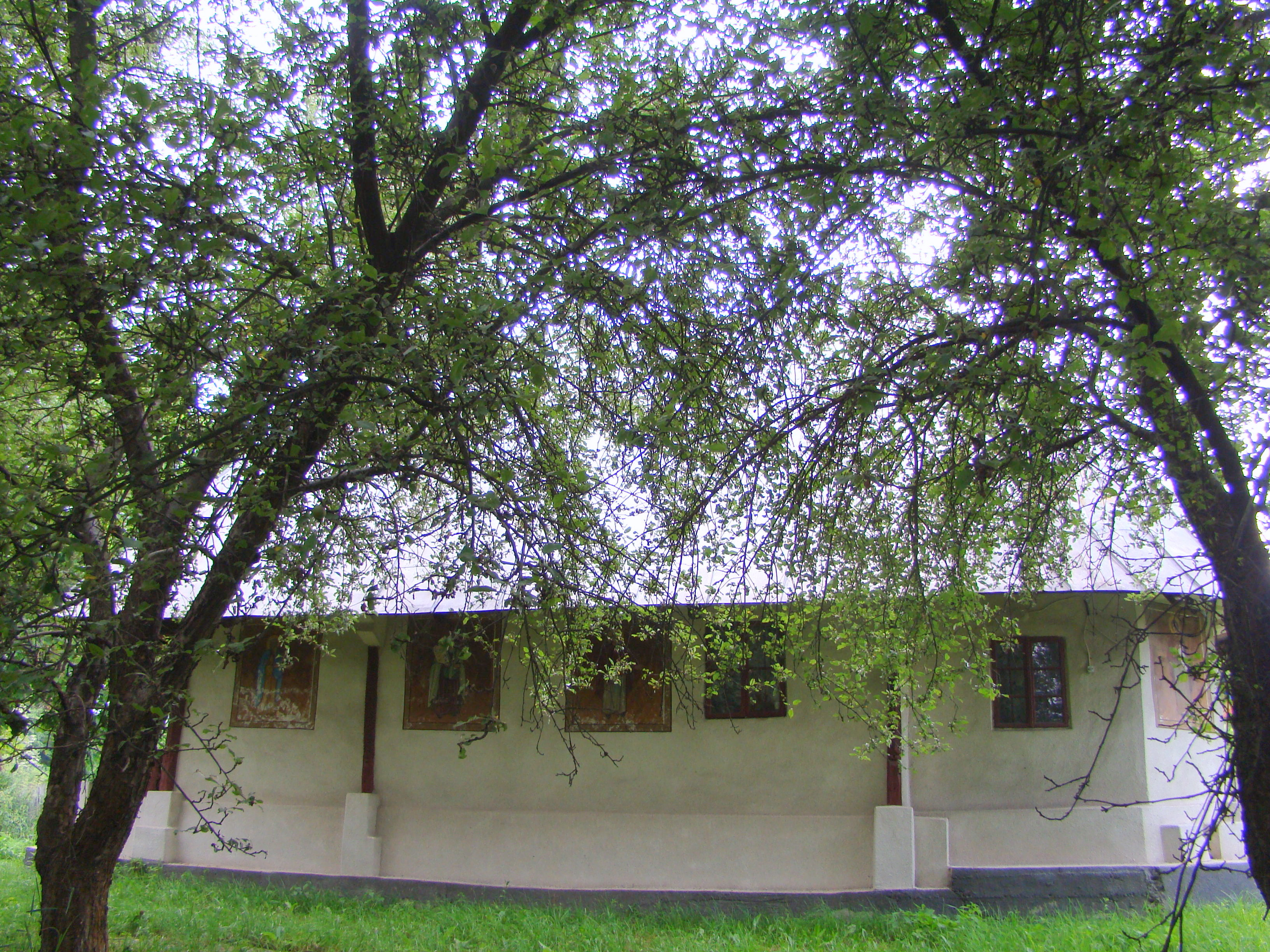
Latura de sud
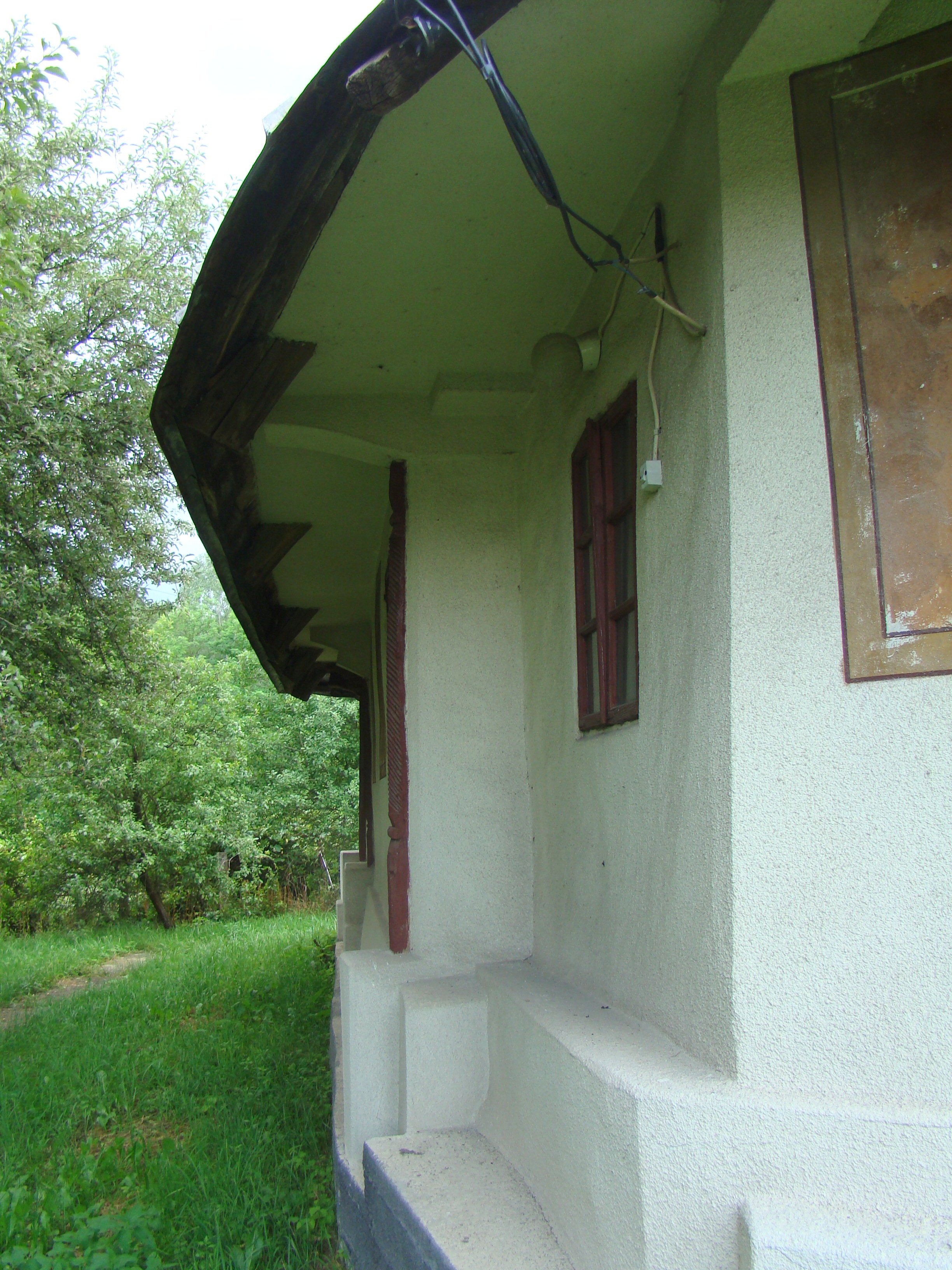
Decroșul absidei altarului
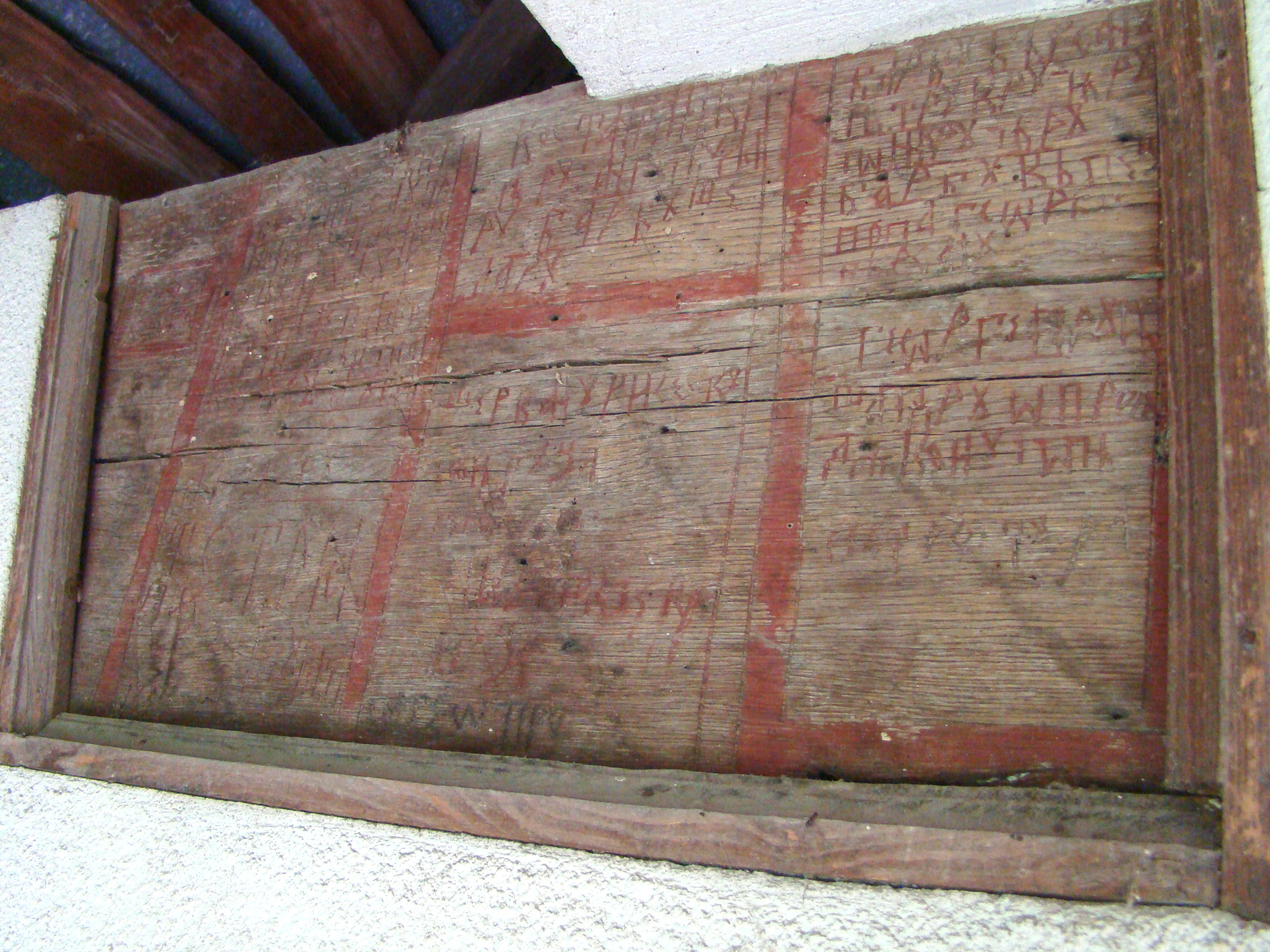
Inscripție cu litere chirilice incizată într-o bârnă
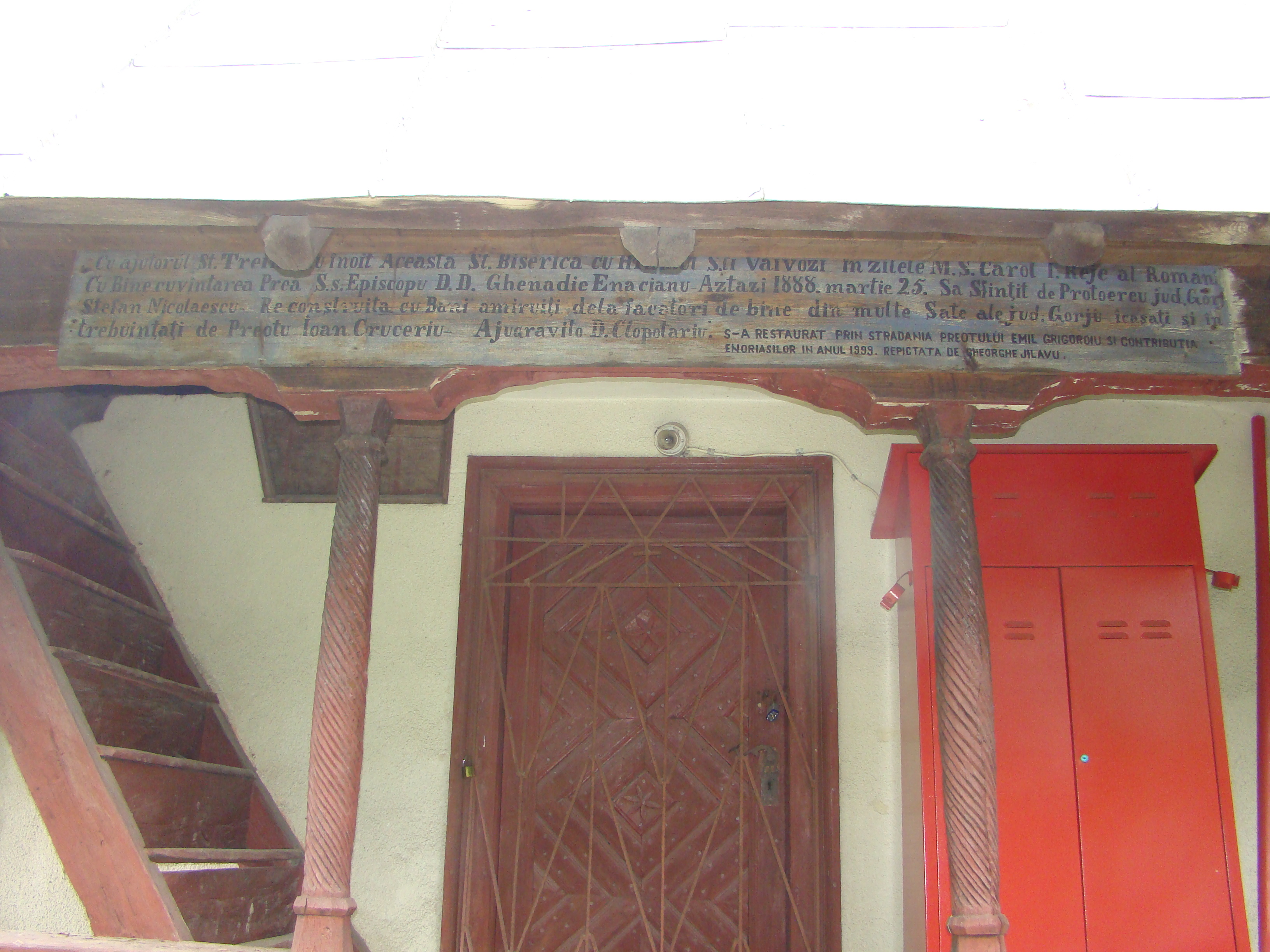
Pisania exterioară
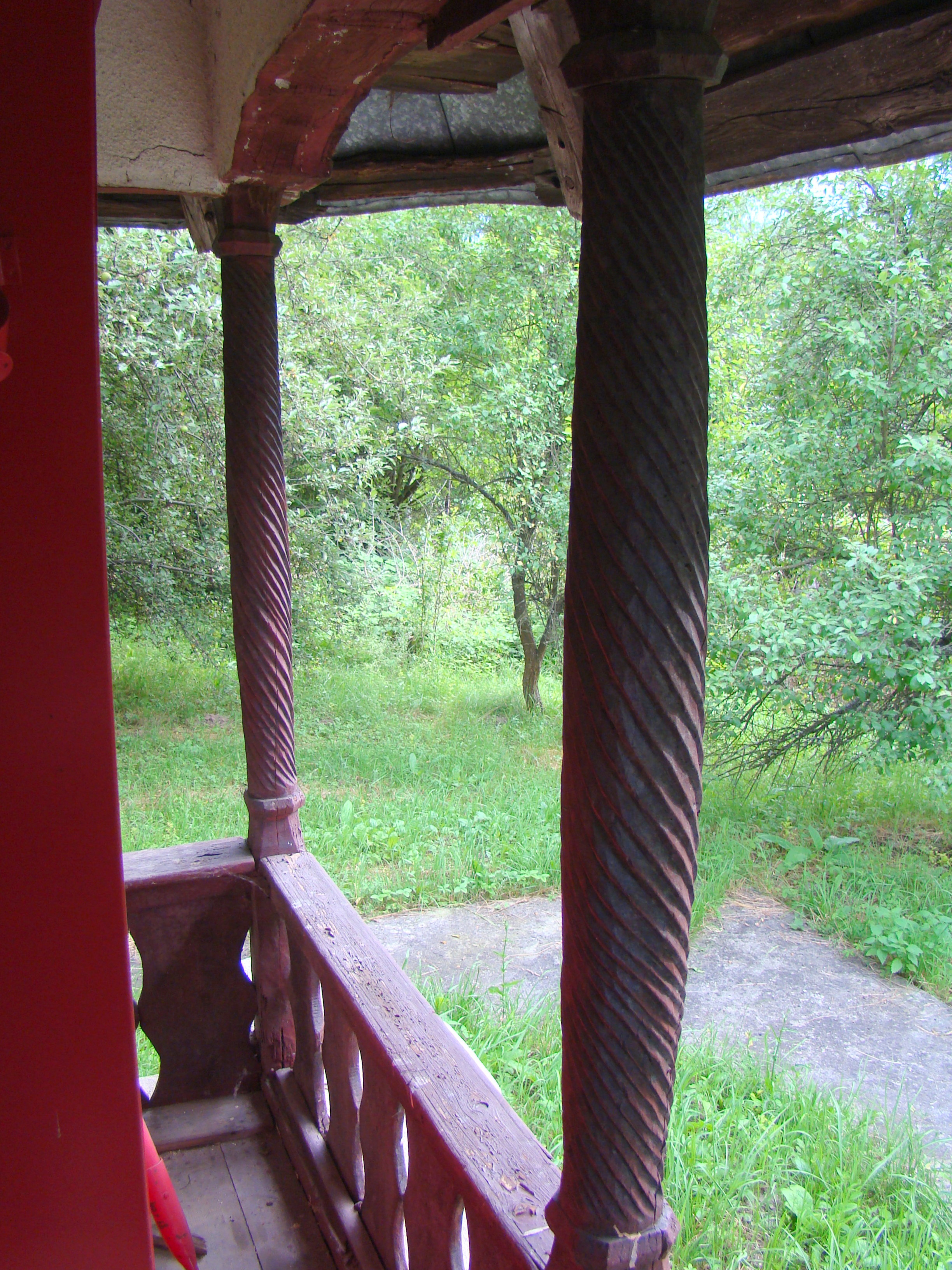
Stâlpi la prispă cu fusul în torsadă
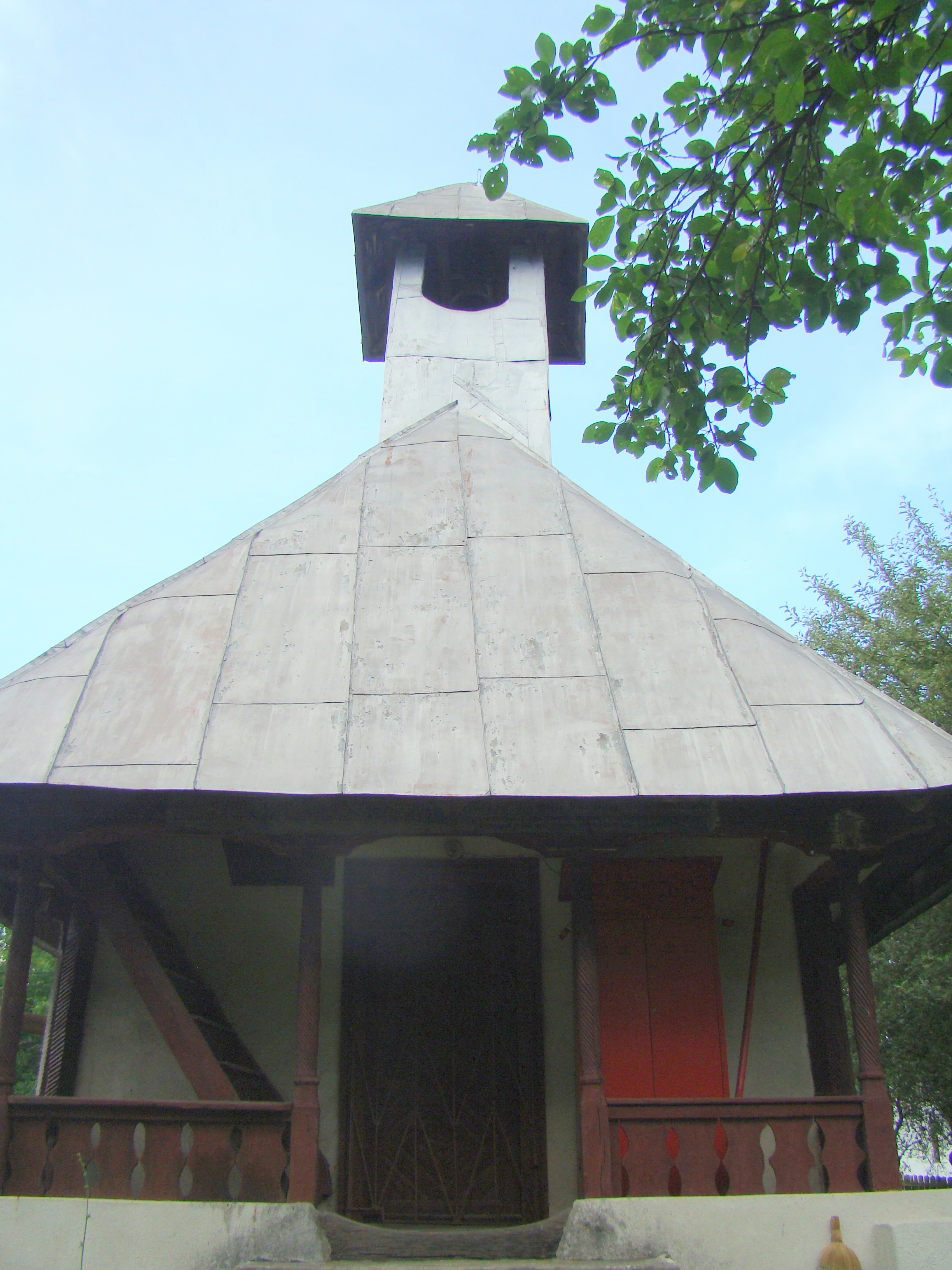
Biserica (vest)